# JNKMN
JNKMN（ジャンメン）は、日本のラッパー。青森県出身。クルー・YENTOWNの創設メンバー。

## 来歴

### 生い立ち
出身は青森県の藤崎町、実家はりんご農家。
小学生の頃替え歌にハマり、初めて自分で買ったCDは嘉門達夫の『替え歌メドレー2』。替え歌で先にメロディーを知り、後から原曲を偶然聴き驚いた経験からヒップホップ・ミュージックに見られるサンプリング文化へ通じる面白さを感じたのかもしれないと語っている。

### YENTOWN設立以前のキャリア
90年代後半、16歳よりラッパーとして活動を始める。2012年時点では4649dz名義で活動しており、その後Tokarevに改名 。2013年にはTokarev名義でKOHH、PETZ、Y.G.S.Pらと制作した楽曲『十人十色』が反響を呼ぶが、その後（曰く『ストリートでミスっちゃって』）ラップ並びにストリートでの活動から『飛ぶ』。その後、『いなくなってた時期』暇でよく連んでいたChaki zuluと「何かやりたいね」と話し合っていたこと、生前毎日のように遊んでいた故・BIG-Tより「俺がリリック書いてやるからラップしろよ」と再三誘いを受けていたことなどをきっかけにラッパーとして復帰。BIG-Tの働きかけやその後の死去はラッパーとしての復帰のみならず後述するYENTOWNの設立にも強く影響を与えた。

### YENTOWN設立、及びそれ以後のキャリア
2015年の正月頃、Chaki Zuluとともに「イケてる奴らをピックアップしてクルーを作ろう」と本格的に後のYENTOWN設立に動き出す。同時期、PETZと共に関わっていた古着屋・JUNKMANIAにてkZmがアルバイトを始め、同店にMonyHorseがKOHHとともに度々遊びに来ており親交があったなどといった繋がりから、次第にメンバーが集まっていった。YENTOWNの活動1発目として結成以前にChaki ZuluとPETZが制作していた楽曲『Higher』の曲名を引き継いだ『Higher partII』をMONYPETZJNKMN名義で制作、YouTubeにMVを投稿。動画内の一部でJNKMNが仮面を被っているがこれは前述の『ストリートでミスっちゃって』、『飛』んでいた時期の名残。

### 不祥事
2017年、MONYPETZJNKMNによる1stアルバム『磊』リリースパーティーの前日に大麻取締法違反（所持）で逮捕された。服役し、2018年12月（クリスマス頃）に出所。初のソロアルバム・JNKMN NOWに収録されている『Jailbird』はその際の経験を刑務所の中でリリックにしたもの。
2024年10月18日、麻薬特例法違反の疑いで愛知県警江南署に逮捕された。前年2023年12月27日、自身のX（旧Twitter）に大麻の所持に関する書き込みをし、不特定多数に違法な薬物に関する犯罪をそそのかした疑い。また、逮捕後行われた家宅捜索で微量の大麻や吸引道具が発見され、押収された。

## 人物
Twitterを愛用、1stアルバムのタイトル『JNKMN NOW』は『Twitterっぽい”なう”』から付けている。アカウント運用の方針としては『数字は気にしない』『楽しくやればいい』などと言った考えを持っているほか、Chaki Zuluと『ネガティブな空リプはよくない』と話し合っていたという。ラーメン好きとしても知られ、特に二郎系ラーメンを好む。雑誌『SUMI』ではお気に入りのラーメン店を紹介する連載を持つ他、楽曲『TAMAROU』の歌詞にある『玄か陸』はそれぞれ下北沢のラーメン玄、上町のらーめん陸を指す（いずれも二郎系ラーメン）。ラーメンに限らず楽曲には度々食にまつわるトピックが見受けられ、Instagramには食事の投稿専用のアカウントを持つ。

## ディスコグラフィー

### アルバム
|                                               | タイトル               | リリース日     | 形態      | 規格品番 | レーベル             |        |
| --------------------------------------------- | ---------------------- | -------------- | --------- | -------- | -------------------- | ------ |
| 1st                                           | JNKMN NOW              | 2020年2月7日   | 配信 / CD | CRJH-9   | YENTOWN              | [ 11 ] |
| JNKMN & DJ JAM名義のジョイント・アルバム      | SMILE                  | 2020年6月1日   | 配信      |          | BRAVURA RECORDS      | [ 12 ] |
| DOGMA & JNKMN名義のジョイント・アルバム       | DARC                   | 2020年6月30日  | 配信      |          | Dogma&Jnkmn          | [ 13 ] |
| 2nd                                           | GOOD JUNKEE            | 2021年2月22日  | 配信 / CD | CRJH-012 | YENTOWN              | [ 14 ] |
| 『DARC』のデラックス盤                        | DARC(DX Remaster Ver.) | 2021年4月21日  | 配信/CD   |          | Dogma&Jnkmn          | [ 15 ] |
| JNKMN & Hawo Beats名義のジョイント・アルバム  | FAST COLLEXION         | 2021年5月26日  | 配信      |          | Jnkmn & Hawo Beats   | [ 16 ] |
| 3rd                                           | SHIT                   | 2022年8月19日  | 配信      |          | THE NEVER SURRENDERS | [ 17 ] |
| ShowyVICTOR & JNKMN名義のジョイント・アルバム | TURN UP                | 2022年11月11日 | 配信      |          | BRAVURA RECORDS      | [ 18 ] |